# Paul-Marie Coûteaux
Pour les articles homonymes, voir Coûteaux.
Paul-Marie Coûteaux, né le 31 juillet 1956 à Paris, est un haut fonctionnaire, essayiste et homme politique français.
Conseiller ministériel dans des gouvernements socialistes entre 1981 et 1991, puis conseiller de Philippe Séguin de 1993 à 1996, il est député européen souverainiste de 1999 à 2009, élu sous les couleurs du Rassemblement pour la France et réélu sous celles du Mouvement pour la France.
En 2008, il devient président du Rassemblement pour l'indépendance et la souveraineté de la France (RIF), puis crée en 2011 son propre parti, Souveraineté, identité et libertés (SIEL), proche du Front national. En 2014, ses désaccords avec Marine Le Pen lui valent de perdre la présidence du SIEL.
Il soutient François Fillon lors de la campagne présidentielle de 2017, rejoint le Parti chrétien-démocrate en 2019 et se rallie à Éric Zemmour pour l'élection présidentielle de 2022.
Ses positions politiques font polémiques et lui valent une condamnation en 2016.

## Biographie

### Famille
Descendant de Mathieu Coûteaux, bailli et receveur de Claude Lamoral II de Ligne pour la baronnie de Belœil[réf. à confirmer], arrière petit-fils de Louis Coûteaux, avocat, petit-neveu de Gabriel Coûteaux (né en 1896), armateur et agent maritime, propriétaire du SS Thorøy (en) et commandeur de l'Ordre de Saint-Grégoire-le-Grand,,[source insuffisante], petit-fils de Louis Albert Joseph Marie Coûteaux, né le 31 juillet 1899 à Constantinople, négociant, représentant de Lever Bros et directeur de la compagnie britannique MacNamara en Turquie, et de Katevana Elbori-Dsasokov-Tzaradzontzev (née à Vladikavkaz, en Ossétie-du-Nord-Alanie, en Russie, remariée à  Hubert de Truchis de Lays, directeur de la Banque ottomane)[source insuffisante], Paul-Marie Coûteaux est le fils de Marie-Paule Girard et de l'écrivain André Couteaux, le neveu de la journaliste Laurence de Cambronne (en) et le cousin des producteurs de films Éric et Nicolas Altmayer et du Premier ministre Michel Barnier (par alliance).

### Formation
Ancien élève du lycée Camille-Jullian puis de l'Institut d'études politiques de Bordeaux, il est titulaire d'une maîtrise en droit public et d'un DEA en relations internationales. Il est également ancien élève de l'ENA, promotion Henri François d'Aguesseau (1982). Il vit au château de Charmant.

### Carrière et premiers engagements
Diplomate de formation, il est conseiller dans différents cabinets, celui de Michel Jobert de 1981 à 1983, de Philippe de Saint Robert de 1984 à 1987, de Jean-Pierre Chevènement entre 1988 et 1991, de Boutros Boutros-Ghali de 1991 à 1993 puis de Philippe Séguin à l'Assemblée nationale de 1993 à 1996. Il est également « nègre » du comte de Paris.
Militant socialiste et électeur de François Mitterrand dans sa jeunesse, il est membre du Centre d'études, de recherches et d'éducation socialiste (CERES) de Jean-Pierre Chevènement puis du Mouvement des démocrates de Michel Jobert. Il dit avoir découvert le gaullisme en trouvant fortuitement dans un bar homosexuel un exemplaire du livre Les Chênes qu'on abat..., d'André Malraux,. Devenu un admirateur passionné du général de Gaulle, il dirige un temps la revue doctrinale Une certaine idée, éditée par le RPR. Il publie en 1998 Traité de savoir-disparaître à l'usage d'une vieille génération, un essai en forme de pamphlet contre Mai 68, puis en 2002 Le Génie de la France : de Gaulle philosophe, que Le Point compare à « un chant d'amour au Général, rédigé par un Proust en délire ».

### Parcours politique

#### 1999-2009: député européen souverainiste

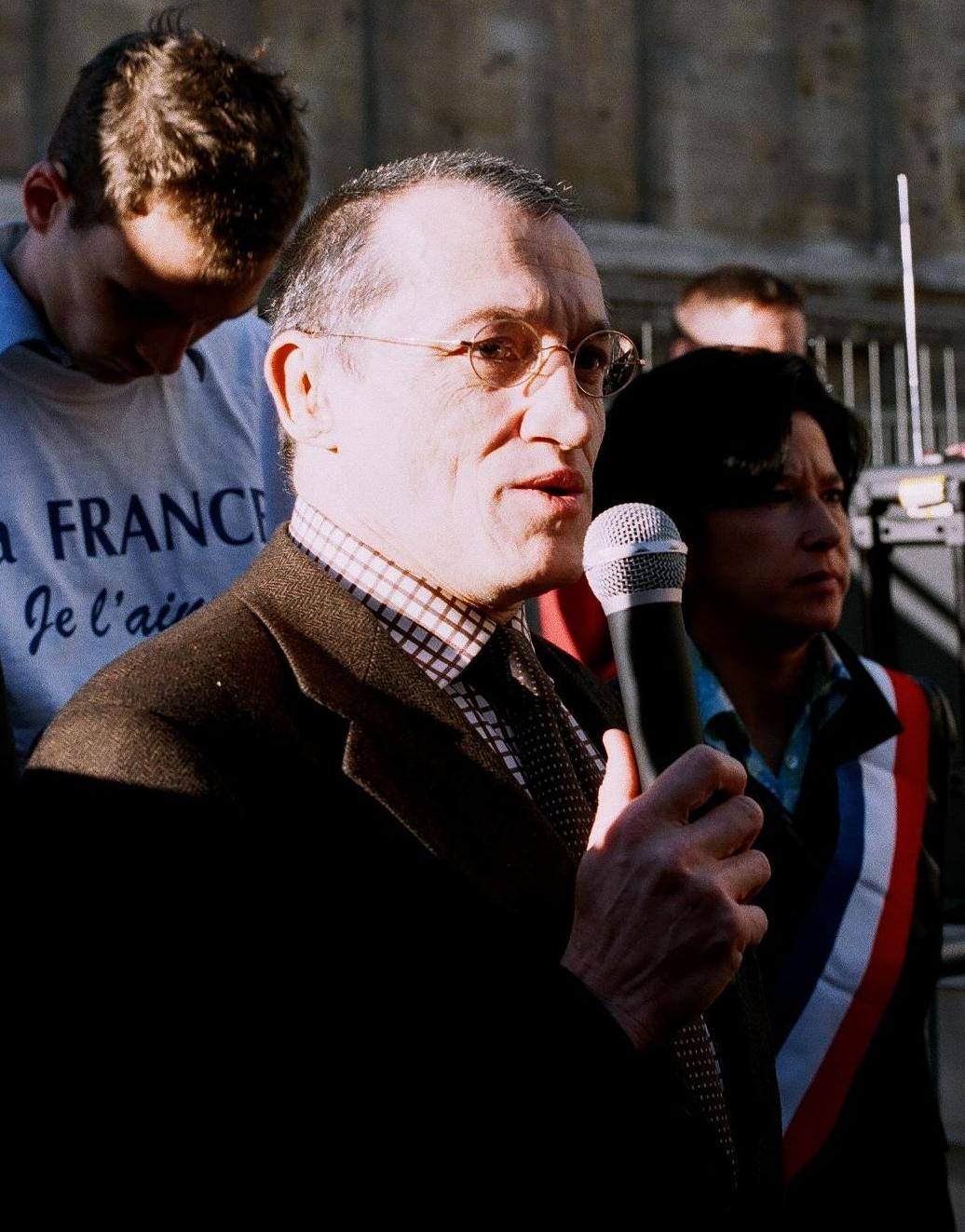
Paul-Marie Coûteaux à la manifestation du MPF devant l'Assemblée nationale en 2005.

En 1999, Paul-Marie Coûteaux rejoint Charles Pasqua, lors de sa scission avec le RPR et est élu député européen, avec William Abitbol, sur la liste conduite par Charles Pasqua et Philippe de Villiers. Membre du Rassemblement pour la France fondé par Pasqua, il finit par quitter ce parti.
Il intègre dès sa fondation le Conseil national souverainiste de l'Alliance pour la souveraineté de la France : l'historien Christophe Le Dréau relève qu'il « contribue par sa renommée et sa fonction de député européen à son développement ».
En 2001, il crée L'Entente souverainiste, qui devient en 2003 le Rassemblement pour l'indépendance et la souveraineté de la France (RIF), parti politique qui dénonce « la démission conjointe de ceux qui ont en charge l'intérêt national et le bien commun des Français ».
Lors de la campagne présidentielle 2002, il soutient activement la candidature de Jean-Pierre Chevènement. À la suite de la présence au second tour de Jean-Marie Le Pen, il n'appelle pas à voter Chirac, tout comme William Abitbol et Florence Kuntz, ce qui lui vaut d'être exclu du Pôle républicain.
En 2004, il conserve son mandat de député européen, étant la tête de liste MPF en Île-de-France.
En 2005, il fait campagne pour un « non » souverainiste de droite dans la campagne référendaire sur le traité établissant une constitution pour l'Europe.
En novembre 2002, il crée une lettre d'actualité mensuelle, L'Indépendance, qu'il complète en 2006 en créant le trimestriel Les Cahiers de l'indépendance, consacrée à des analyses de fond et d'envergure.
Lors de la campagne présidentielle de 2007, il est conseiller politique de Philippe de Villiers. Entre les deux tours, il appelle à voter blanc, contrairement à Philippe de Villiers, qui « invite ses électeurs » à voter pour Nicolas Sarkozy afin de « faire barrage à la gauche » ; il est même allé jusqu'à évoquer un vote pour Ségolène Royal comme préférable à un vote pour Sarkozy[réf. nécessaire]. Lors des législatives de 2007, alors qu'un front républicain se constitue face à Marine Le Pen dans la quatorzième circonscription du Pas-de-Calais, il appelle à voter pour la candidate du FN,.
Le politologue Jean-Yves Camus relève que Paul-Marie Coûteaux « est depuis les années 2000 un participant régulier des banquets d'Action française et un conférencier habitué aux auditoires royalistes ».

#### 2009-2010: rapprochement avec DLR
En mai 2008, il est élu président du Rassemblement pour l'indépendance et la souveraineté de la France (RIF), succédant à Jean-Paul Bled.
Aux européennes de 2009, il n'est pas réinvesti par le MPF, qui lui préfère Jérôme Rivière comme tête de liste en Île-de-France. Il se rapproche alors de Nicolas Dupont-Aignan et de Debout la République que la tête de liste en Île-de-France, Anne-Marie Le Pourhiet, a quitté ; mais l'alliance ne se fait pas et Paul-Marie Coûteaux annonce sa candidature, soutenue par le RIF et le collectif des « Gaullistes en colère ». Estimant qu'aucune liste aux élections européennes ne vise à rompre avec l'Union européenne et que la stratégie de division choisie par Libertas et Debout la République conduit la base souverainiste de leur électorat dans une impasse, il se retire officiellement le 28 avril 2009, et prône le vote blanc ou l'abstention.

#### 2011-2014: alliance avec le FN

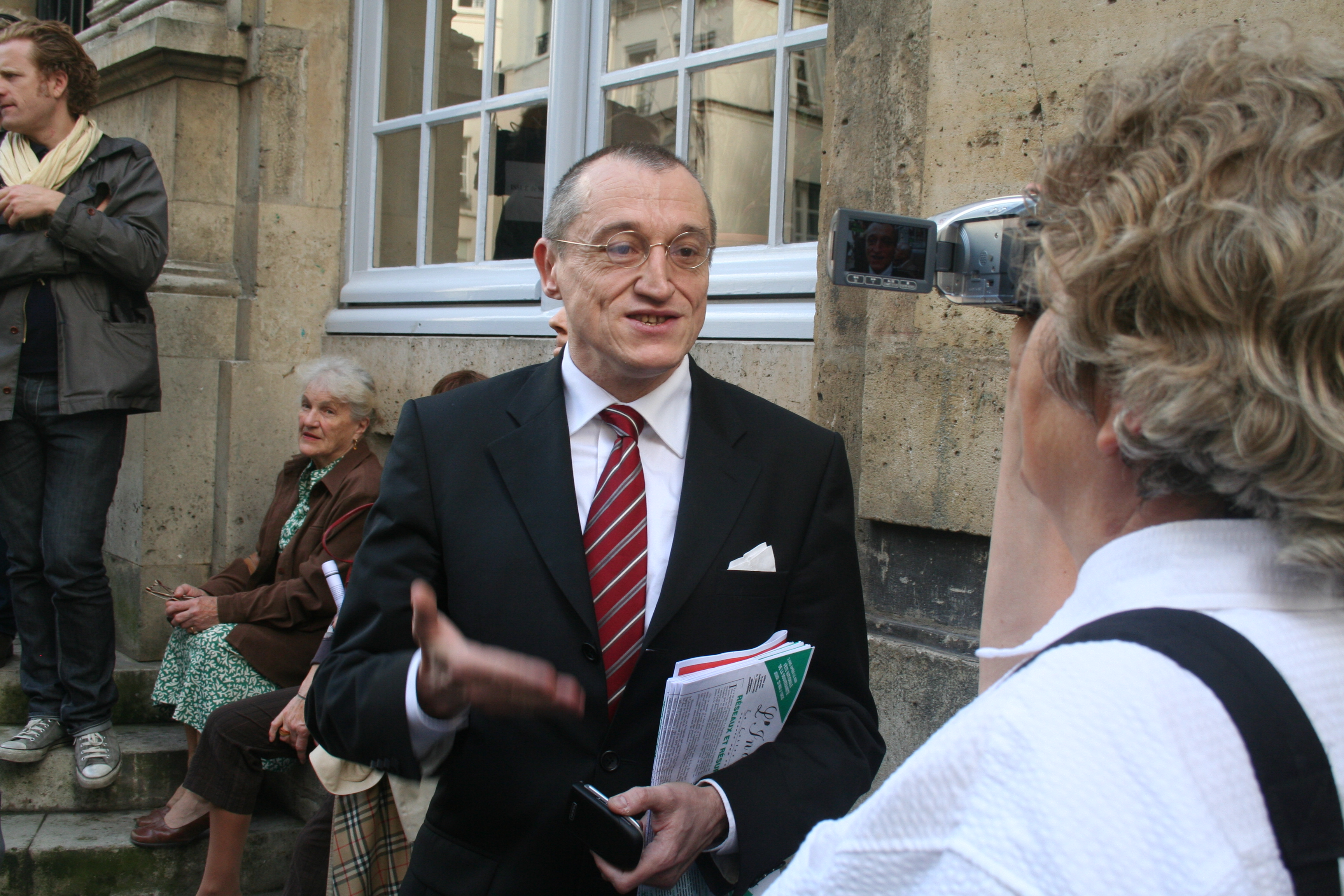
Paul-Marie Coûteaux le 29 mai 2008, au cours de la manifestation du RIF commémorant la victoire du non au référendum de 2005.

En 2009, Paul-Marie Coûteaux, désireux « d'œuvrer à l'union des droites », entretient déjà des rapports avec le Front national. Il présente divers militants à Marine Le Pen ; c'est par son entremise que la future présidente du FN rencontre Florian Philippot, peu avant les élections européennes de 2009. Marine Le Pen lui ayant demandé de l'aider à améliorer sa culture générale, il lui adresse en septembre 2010 un document comportant une série de conseils de lecture.
En mars 2011, il appelle son parti, le RIF, à constituer une alliance avec le FN, DLR et le MPF pour les échéances législatives de 2012. Après l'échec partiel de ces négociations, Paul-Marie Coûteaux se rallie finalement à la candidature de Marine Le Pen,. Il joue un rôle de « recruteur » pour faire venir au FN des cadres venus d'horizons extérieurs à l'extrême droite, ouvrant la porte au ralliement au FN de Bertrand Dutheil de La Rochère et Florian Philippot, ancien proche de Jean-Pierre Chevènement et de Philippe Martel, ex-chef de cabinet d'Alain Juppé. Il démissionne du RIF en octobre 2011, puis crée son propre parti, le SIEL (« Souveraineté, indépendance et libertés »), qui vise à rallier « les amis de Philippe de Villiers » et « les déçus de Nicolas-Dupont Aignan ». Dans le même temps, il est désigné comme l'un des cinq porte-parole de Marine Le Pen dans le cadre de sa campagne présidentielle.
En parallèle, il affirme « rencontrer régulièrement » Guillaume Peltier alors que celui-ci a rejoint en 2009 l'Union pour un mouvement populaire (UMP), « pour travailler à la recomposition de la droite après la défaite probable de Nicolas Sarkozy », ce que dément Guillaume Peltier.
Il est candidat aux élections législatives françaises de 2012 dans la Haute-Marne (2e circonscription, Saint-Dizier),,. Il obtient 19 % au premier tour, face à François Cornut-Gentille (UMP) et Denis Maillot (PS). Il ne peut se présenter au second tour n'ayant pas obtenu le minimum de 12,5 % du vote des inscrits.
Il soutient Philippe Herlin pour sa candidature au congrès de l'Union pour un mouvement populaire de 2012, dominé par François Fillon et Jean-François Copé.
En 2012, il s'associe au projet « Notre antenne », porté par Gilles Arnaud et Philippe Milliau, qui donne naissance en 2014 à TV Libertés.
En septembre 2012, il est annoncé comme futur administrateur du Rassemblement bleu Marine mais sa relation avec la présidente du FN se dégrade par la suite. En 2013, il déclare considérer l'introduction du mariage homosexuel en France comme « une violence faite à la nature », appelle à manifester contre le projet de loi le légalisant et critique la stratégie alors menée par la présidente du FN.
En janvier 2014, il soutient la manifestation d'extrême droite « Jour de colère ».
Il est le candidat du SIEL-RBM dans le 6e arrondissement de Paris aux élections municipales de 2014,,. À l'issue du premier tour, où le maire sortant Jean-Pierre Lecoq est réélu, Paul-Marie Coûteaux se classe en quatrième position, avec 4,80 % des voix. Lors de ce scrutin, il provoque la polémique en suggérant, sur son blog de campagne, de « concentrer » les Roms « dans des camps » (il sera condamné par la justice en 2016 pour des propos racistes). Il déclare regretter des écrits « mal interprétés » mais cet épisode, qui vient s'ajouter à une série de tensions et de déclarations maladroites, entraîne une dégradation de ses rapports avec Marine Le Pen. En avril 2014, cette dernière lui adresse un courrier pour lui signifier qu'elle n'entend plus collaborer avec lui.
Après avoir tenté un rapprochement avec Nicolas Dupont-Aignan, Paul-Marie Coûteaux est évincé du SIEL. Le 22 juin 2014, des adhérents, réunis en congrès extraordinaire, « prennent acte » de « l'incapacité opérationnelle et politique de Paul-Marie Coûteaux », démettent ce dernier de la présidence et réaffirment l'alliance de leur parti avec le FN. Karim Ouchikh devient président par intérim,. Coûteaux accuse alors Marine Le Pen d'avoir « nommé Karim Ouchikh », « président à [sa] place » et affirme être toujours le président légitime de son parti. Le 25 octobre, Karim Ouchikh est confirmé à son poste lors d'un nouveau congrès. L'Obs analyse ces événements comme une « OPA » de Marine Le Pen sur le SIEL. Paul-Marie Coûteaux, pour sa part, dénonce l'« incroyable impérialisme du FN » et annonce son intention d'arrêter la politique,. Il reproche à Marine Le Pen d'avoir délaissé sa stratégie d'alliances, de ne pas avoir développé de « culture de gouvernement » et de privilégier la ligne « ni droite, ni gauche » à l'union des droites.

#### 2017: rapprochement avec Les Républicains
Il soutient Jean-Frédéric Poisson, président du Parti chrétien-démocrate, à la primaire présidentielle des Républicains. En janvier 2017, il rallie le vainqueur de la primaire François Fillon. S'il assure « suggérer » des formules à François Fillon lors de sa campagne, l'équipe de ce dernier dément tout rôle actif et officiel le concernant. Jusqu'à la veille du premier tour, il est en contact autant avec Philippe Olivier, beau-frère et proche conseiller de Marine Le Pen, qu'avec Bruno Retailleau, directeur de campagne de François Fillon. Alors que Marine Le Pen est accusée, dans l'entre-deux-tours, d'avoir plagié le passage d'un discours de François Fillon, Paul-Marie Coûteaux indique qu'il en est l'auteur mais qu'il n'a pas collaboré avec Marine Le Pen ou son équipe. Finalement, le FN reconnaît un « clin d'œil assumé » envers les électeurs de droite.

#### Depuis 2017: soutien de Dupont-Aignan puis de Zemmour
À partir de 2017, il est l'un des proches conseillers de Nicolas Dupont-Aignan. Il se présente comme celui qui a organisé, en 2018, le rapprochement entre ce dernier et le groupe des Conservateurs et réformistes européens. Il soutient sa liste pour les élections européennes de 2019. Il est notamment l'une des chevilles ouvrières de la plateforme de rassemblement de la droite « Les Amoureux de la France ». Néanmoins, celle-ci est sabordée par Dupont-Aignan en vue des élections européennes de 2019. Face à cette politique, Coûteaux affirme « avoir perdu de l'estime pour le leader de Debout la France », mais « pas pour son projet initial de convergence des forces ».
En juin 2019, il rejoint le Parti chrétien-démocrate, dont il est désormais chargé des « publications ».
Comptant parmi les meilleurs amis d'Éric Zemmour, il le soutient pour l'élection présidentielle de 2022 après avoir été de ceux l’ayant convaincu de se porter candidat. À son meeting de Villepinte, il le qualifie de « petit homme intrépide » qui « doit être roi de France ». Il œuvre pendant plusieurs mois pour le ralliement de Guillaume Peltier à Éric Zemmour, annoncé en janvier 2022.

### Radio Courtoisie
Paul-Marie Coûteaux a participé pendant plusieurs années à Radio Courtoisie. Après être intervenu très régulièrement dans le Libre journal de Philippe de Saint Robert, il prend la direction d'un Libre journal de la nuit tous les mercredis soir, assisté par son condisciple à l'université de Bordeaux, Hervé Coutau-Bégarie, jusqu'à la mort de ce dernier.
En 2016, Paul-Marie Coûteaux s'oppose au président de Radio Courtoisie, Henry de Lesquen, accusant ce dernier de nuire à la station par une série de propos qui lui valent des poursuites pour racisme et négationnisme. Le 9 juin, il lui adresse, sur Le Salon beige, une lettre ouverte puis, deux jours plus tard, cosigne avec plusieurs autres responsables d'émissions un appel réclamant sa démission. En réaction, Lesquen annonce son renvoi.

## Positionnement politique
Paul-Marie Coûteaux est progressivement passé de la volonté d'unir les souverainistes de droite et de gauche, notamment en participant à la campagne de Jean-Pierre Chevènement en 2002, à un militantisme en faveur de l'union des droites, considérant que « le grand pont souverainiste est en réalité impossible car la rive gauche se dérobera toujours sur la revendication de la souveraineté culturelle et identitaire. Il y a trop de différences entre les deux camps »,.
En juillet 2012, à propos du discours de François Hollande sur la rafle du Vélodrome d'Hiver, il déclare : « Si ce crime fut commis sur le territoire national, comme tant d’autres le furent sous l’Occupation, et si la police parisienne était à la botte de l’occupant, la responsabilité de ce crime n’est nullement imputable à la France. Aucune des autorités que reconnaissaient alors les Français, celle de Vichy pas plus que celle de Londres, ne gouvernait la zone occupée ». Le 28 septembre 2019, lors d'un évènement sur l'« union des droites » organisé à Paris, il déclare que « le nazisme est la modernité totale » suscitant de vives critiques ; il explique s'attaquer au « millénarisme », puis regrette d'avoir dit « totale » après « modernité », plutôt que « délirante ».
En mars 2022, lors de l'invasion de l'Ukraine par la Russie, Paul-Marie Coûteaux déclare sur Sud Radio que « Cela sert les intérêts des États-Unis, qui ont voulu cette guerre, qui l’ont préparée en humiliant la Russie » et que « L’Ukraine n’est pas vraiment une nation ». Pour Le Point, il fait partie des « Français qui défendent Moscou », aux côtés de Thierry Mariani ou Aymeric Chauprade.

## Affaires judiciaires
Les propos tenus par Paul-Marie Coûteaux à l'encontre des Roms en 2014 sont l'objet d'une plainte de deux associations antiracistes. Il est condamné le 27 janvier 2016 par le tribunal correctionnel de Paris pour des propos tenus sur son blog dans lesquels il suggère notamment de « concentrer » les Roms « dans des camps ». Il est condamné pour propos discriminatoires à 3 000 euros d'amende et à verser à la Maison des potes, qui avait porté plainte, 2 000 euros de dommages et intérêts et la même somme pour les frais de justice. SOS Racisme se voit allouer 1 000 euros de dommages et intérêts et la même somme pour les frais de justice,.
La justice ouvre en mai 2019 une information judiciaire contre Paul-Marie Coûteaux, celui-ci étant accusé par un homme de 22 ans de lui avoir administré de la MDMA (ecstasy) – une amphétamine qui augmente le désir sexuel – à son insu lors d'un dîner dans un restaurant réputé de Paris. Paul-Marie Coûteaux est mis en examen en octobre 2019. Il affirme n'avoir eu « aucune intention sexuelle ».

## Publications

### Essais
- L'Europe vers la guerre, Michalon, 1997 (ISBN 978-2841860791)
- Traité de savoir disparaître à l'usage d'une vieille génération, Michalon, 1998 (ISBN 978-2841860814)
- La Puissance et la Honte : trois lettres françaises, Michalon, 1999 (ISBN 978-2841861071)
- Un petit séjour en France, Bartillat, 2003 (ISBN 978-2841002986)
- avec Nicolas Dupont-Aignan, Ne laissons pas mourir la France, Albin Michel, 2004 (ISBN 978-2226142177)
- Être et parler français, Perrin, 2006 (ISBN 978-2262023362)

### Biographies
- Clovis, une histoire de France, Lattès, 1996 (ISBN 978-2709616799)
- De Gaulle philosophe : le génie de la France, t. 1, Lattès, 2002 (ISBN 978-2709620673)
- De Gaulle philosophe : la colère du peuple, t. 2, Lattès, 2010 (ISBN 9782709626835)
- De Gaulle, espérer contre tout : lettre ouverte à Régis Debray, Xenia, 2010 (ISBN 978-2888921080)

### Préfaces
- Pierre Hillard, Minorités et Régionalismes dans l'Europe Fédérale des Régions : Enquête sur le plan Allemand qui va bouleverser l'Europe, 2001.
- Claude Rochet, Gouverner par le bien commun : Un précis d'incorrection politique à l'usage des jeunes générations, 2001.
- Jean Robin, La nouvelle extrême-droite, 2011.